# 矢頭良一

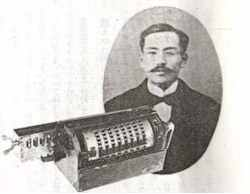
矢頭良一と発明した「自働算盤」

矢頭 良一（やず りょういち、1878年（明治11年）6月30日 - 1908年（明治41年）10月16日）は、日本の発明家。「漢字早繰辞書」や自働算盤と呼んだ機械式計算機を発明し、これらの製造、販売で得た資本をもとにして中学校時代から興味を持った鳥類の飛翔を研究し、動力航空機の発明を試みたが31歳で没した。

## 生い立ち
福岡県上毛郡黒土村（現在の豊前市）で、後に岩屋の村長となった父、道一、母、タミの長男として生まれた。久路土小学校と岩屋小学校を経て13歳の時、豊津中学校（現：福岡県立育徳館高等学校）に進んだが鳥の飛翔に関心を持ち、さらに研究するために16歳で退学し大阪へ出た。大阪で数学、工学や語学などの知識の必要性を痛感し、英国人の私塾にもかよって学習したと伝えられる。22歳の時に帰郷し、鳥類飛翔の研究の没頭するとともに、機械式計算機も併せて研究した。
また、良一は赤穂浪士の一人、矢頭教兼の父、矢頭長助の末裔ともいわれる。

## 自働算盤と航空機
1901年（明治34年）2月、23歳で脱稿した論文「飛学原理」と機械式計算機の模型を持ち、小倉に赴任していた森鷗外を訪ね、エンジンの動力によって飛翔する機械の発明を人類の飛行のために考えているが、資金がなく、機械式計算機を造りそれを売って資金を得たいと協力を要請した。以上は「小倉日記」に2月22日付で記されている。同日記の3月1日付には、矢頭に2度目に会ったとあり、同日の記述は「飛行機」という語の初出とも考えられている。翌1902年（明治35年）機械式計算機「自働算盤」を発明し、1903年（明治36年）特許を得た。この手回し機械式計算機を東京・小石川で生産・販売し資金を得た。（詳細は機械式計算機#矢頭良一の自働算盤を参照）
25歳のときには「漢字早繰辞書」なる漢字を手早く引ける辞書を考案し、27歳の時からそれも売り出している。また東京の中央新聞（明治20年創刊）に「少壮なる発明家矢頭良一氏」が12回連載された。漢字早繰辞書の仕組みは、山田昭彦によって確認されており、筆画を「第1種 水平ニ引キタル及(略)」「第2種 上ヨリ下ニ垂下シタル線及(略)」といったように分類し、筆順によって並べたコードにより引くものである。
1907年（明治40年）30歳の時、計算機の販売拡張のため福岡へ一時行ったがその後、『福岡日日新聞』にて記事「空中飛行機研究家矢頭良一氏」が15回連載で紹介され、良一の寄稿による「空中飛行船研究の必要」も説かれた。こうした活動と熱意によって、井上馨や鮎川義介の援助もあり、1907年（明治40年）小石川で、その後雑司が谷に工場を移しエンジンを試作したが、肋膜炎の再発で翌1908年（明治41年）に没した。
豊前市史に掲載の『福岡日日新聞』の記事によると（同市サイト『豊前人物誌』より孫引き、物理単位は一部現在のものに換算）、模型は前後の長さ約3.6メートル、横幅約1.5メートル、鋼鉄製で付属品も備わり費用は9500円。実機の完成予想は長さ約16メートル、幅約4.26メートル、面積約28平方メートルであり、重量約6トン、翼の長さは約6メートルと記され、最大時速400マイル、最小時速3マイル、通常時速は200マイル、製造費用は3万円であったとされる。
エンジンは「実験の結果、好都合なるときは未だ無比の発動機にして、重量僅かに10貫目余、20馬力、1分時間に3万回転」と、良一没後に父道一が記している（こちらも『豊前人物誌』）。
なお、「飛学原理」は現在行方不明である。